# Swartzia bombycina
Swartzia bombycina är en ärtväxtart som beskrevs av John Macqueen Cowan. Swartzia bombycina ingår i släktet Swartzia och familjen ärtväxter. IUCN kategoriserar arten globalt som livskraftig. Inga underarter finns listade i Catalogue of Life.